# Araeopteron vilhelmina
Araeopteron vilhelmina är en fjärilsart som beskrevs av Dyar 1916. Araeopteron vilhelmina ingår i släktet Araeopteron och familjen nattflyn. Inga underarter finns listade i Catalogue of Life.